# Monte Brice
Monte Brice (12 de julio de 1891-8 de noviembre de 1962) fue un guionista, productor, director y actor cinematográfico de nacionalidad estadounidense. 
Su verdadero nombre era Marvelle Cooper Mount, y nació en la ciudad de Nueva York.
Casado con la actriz Doris Hill, falleció en Londres, Reino Unido, a causa de un infarto agudo de miocardio.

## Filmografía

### Guionista
- 1924 : Riders Up
- 1926 : Hands Up!, de Clarence G. Badger
- 1926 : Behind the Front
- 1926 : Miss Brewster's Millions
- 1927 : Casey at the Bat
- 1927 : Fireman, Save My Child
- 1928 : Tillie's Punctured Romance
- 1928 : The Fleet's In, de Malcolm St. Clair
- 1928 : Someone to Love
- 1932 : Street Singer
- 1933 : Moonlight and Pretzels
- 1933 : Take a Chance
- 1937 : Merry Go Round of 1938
- 1937 : You're a Sweetheart, de David Butler
- 1939 : Night Work
- 1942 : Sing Your Worries Away
- 1943 : Is Everybody Happy?
- 1944 : Beautiful But Broke
- 1944 : Stars on Parade
- 1945 : Eadie Was a Lady
- 1945 : A Guy, a Gal and a Pal, de Budd Boetticher
- 1945 : Radio Stars on Parade
- 1945 : Mama Loves Papa
- 1946 : Genius at Work
- 1946 : Singin' in the Corn
- 1947 : Variety Girl, de George Marshall

### Productor
- 1923 : Olympic Games
- 1924 : William Tell
- 1924 : Columbus and Isabella
- 1924 : Benjamin Franklin
- 1924 : Rip Van Winkle
- 1924 : Pocahontas and John Smith
- 1924 : Robinson Crusoe, de Bryan Foy
- 1924 : Anthony and Cleopatra
- 1924 : Omar Khayyam
- 1925 : Rembrandt
- 1925 : Nero
- 1929 : Black Narcissus, de Michael Powell y Emeric Pressburger
- 1929 : Fowl Play
- 1930 : Honest Crooks
- 1932 : Street Singer
- 1932 : Down Memory Lane#1
- 1932 : Art Jarrett
- 1933 : The Hold-Up
- 1933 : I Know Everybody and Everybody's Racket
- 1933 : Beauty on Broadway
- 1933 : The Old Timers
- 1933 : Moonlight and Pretzels
- 1933 : Peeking Tom
- 1933 : Boswell Sisters

### Director
- 1927 : Casey at the Bat
- 1929 : The Plasterers
- 1930 : The Golf Specialist
- 1932 : Morton Downey in America's Greatest Composers Series,#1
- 1932 : Street Singer
- 1932 : Morton Downey in America's Greatest Composers Series,#2
- 1932 : Down Memory Lane#1
- 1932 : Art Jarrett
- 1933 : Married or Single
- 1933 : The Hold-Up
- 1933 : I Know Everybody and Everybody's Racket
- 1933 : The Radio Murder Mystery
- 1933 : My Pal the Prince
- 1933 : Beauty on Broadway
- 1933 : The Old Timers
- 1933 : Take a Chance
- 1933 : Boswell Sisters
- 1935 : Sweet Surrender

### Actor
- 1917 : The Magpie, de Edwin Stevens
- 1924 : Benjamin Franklin, de Bryan Foy
- 1924 : Rip Van Winkle, de Bryan Foy
- 1924 : Pocahontas and John Smith, de Bryan Foy
- 1924 : Ponce de Leon, de Bryan Foy
- 1947 : The Perils of Pauline, de George Marshall